# Franz Nölken
Franz Nölken (ur. 5 maja 1884 w Hamburgu, zm. 4 listopada 1918 w La Capelle, Francja) – niemiecki malarz z kręgu ekspresjonistycznej grupy „Die Brücke”.

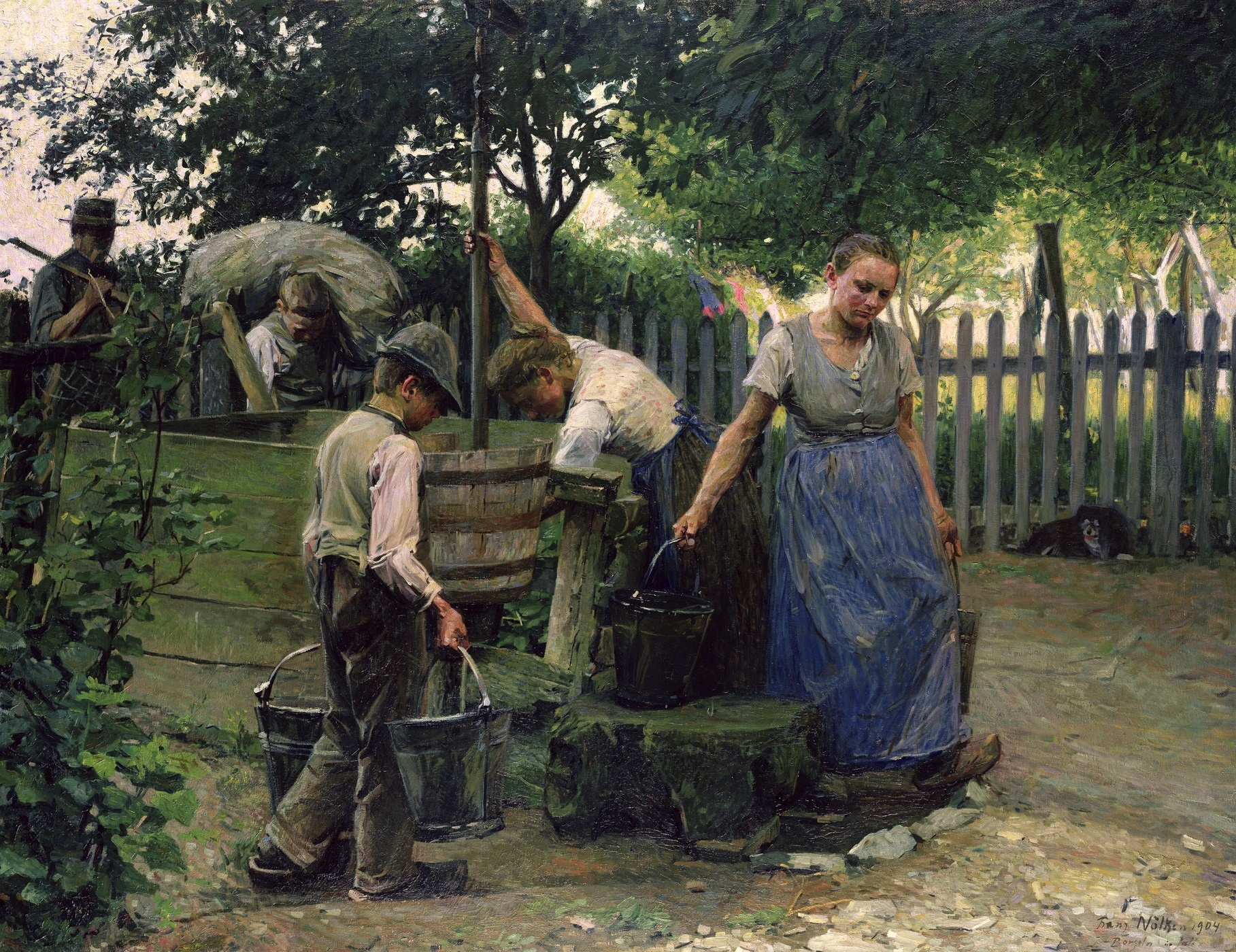
Franz Nölken:
U studni, 1905

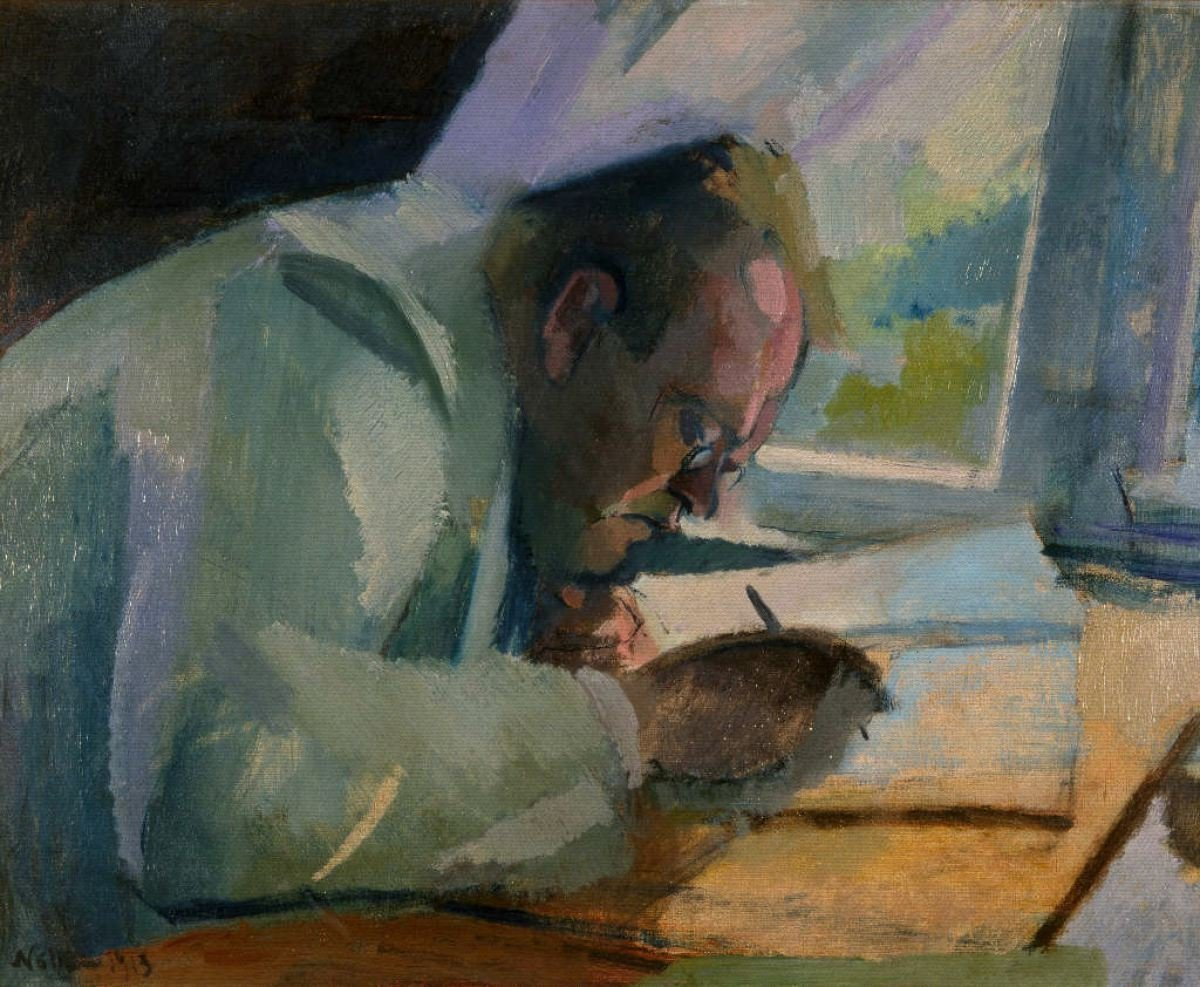
Franz Nölken:
Max Reger przy pracy, 1913

Franz Nölken przerwał w wieku lat szesnastu naukę w hamburskim gimnazjum humanistycznym Johanneum i rozpoczął studia malarskie pod kierunkiem Arthura Siebelista, zwolennika malarstwa w plenerze. W roku 1903 został przyjęty do hamburskiego klubu artystów „Hamburgischer Künstlerclub von 1897”.
W roku 1905 przedstawił swój pierwszy obraz olejny U studni (Am Brunnen) utrzymany w manierze tradycyjnego niemieckiego malarstwa rodzajowego. W tym samym roku poznał malarzy-ekspresjonistów, m.in. Edvarda Muncha i Emila Noldego. W roku 1907 wyjechał do Paryża, gdzie spotkał się z artystami odwiedzającymi Café du Dôme. W roku 1908 Karl Schmidt-Rottluff zaproponował mu przystąpienie do drezdeńskiej grupy „Die Brücke”. Po około 4 latach zrezygnował z członkostwa tej grupy. W marcu 1909 wyruszył ponownie do Paryża, gdzie zapisał się do prywatnej akademii malarskiej Henri Matisse. W roku 1913 poznał kompozytora Maxa Regera i stworzył cykl jego portretów.
W maju 1914 udał się po raz trzeci do Paryża, na krótko przed wybuchem I wojny światowej. Nölken został powołany do służby wojskowej w roku 1917. Poległ na froncie francuskim w roku 1918, na tydzień przed końcem działań wojennych, w wieku 34 lat.